# Autostrada (film 2002)
Autostrada (oryg. Highway) – amerykański film fabularny (komediodramat) z 2002 roku.

## Fabuła
Jack Hayes, czyściciel basenów, ma romans z uwodzicielską żoną własnego szefa, przestępcy z Las Vegas. Bandyta wysyła za Jackiem swoich podwładnych, którzy zagrażają jego życiu. Hayes przekonuje swojego najlepszego przyjaciela, Pilota, by uciekł z nim z miasta. Pilot nalega, by pojechał do Seattle, ale nie uzasadnia swojej decyzji – w rzeczywistości w Seattle mieszka jego ukochana z liceum. Na swojej drodze przyjaciele spotykają Cassie, nieszczęśliwą młodą kobietę, trudzącą się zajęciem prostytutki.

## Obsada
- Jared Leto jako Jack Hayes
- Jake Gyllenhaal jako pilot Kelson
- Selma Blair jako Cassie
- John C. McGinley jako Johnny „Lis”
- Jeremy Piven jako Scawldy
- Kimberley Kates jako Jilly Miranda
- Mark Rolston jako Burt Miranda
- Arden Myrin jako Lucy
- Matthew Davis jako Booty

## Nominacje
- DVD Exclusive Awards, 2003:
  - nominacja w kategorii najlepszy aktor dla Jake’a Gyllenhaala
  - nominacja w kategorii najlepsza aktorka dla Selmy Blair
  - nominacja w kategorii najlepsza zdjęcia dla Michela Amathieu i Mauro Fiore'a
  - nominacja w kategorii najlepsza premiera DVD dla filmu akcji dla Scotta Rosenberga i Guya Riedela
  - nominacja w kategorii najlepszy aktor drugoplanowy dla Jeremy’ego Pivena
  - nominacja w kategorii najlepsza aktorka drugoplanowa dla Frances Sternhagen